# Composé organique
Ne doit pas être confondu avec Matière organique.
Pour les articles homonymes, voir Composé et Organique.
Les composés organiques sont les composés dont un des éléments chimiques constitutifs est le carbone, à quelques exceptions près. Ces composés peuvent être d’origine naturelle ou produits par synthèse.
Il est utile, au préalable, de distinguer les composés organiques des composés inorganiques.

## Distinction entre composés organiques et composés inorganiques
Un composé est une espèce chimique constituée d’au moins deux éléments chimiques différents,.

### Composés organiques
L'étymologie du terme « organique » est historique. La chimie organique était, au début, la chimie des substances formées par les organismes vivants (végétaux, animaux et bactériens) à l’aide d’une mystérieuse « force vitale ». L'étude des composés biochimiques a conduit les chimistes à éliminer par évaporation l'eau des organismes, et obtenir un poids sec résiduel dont la plus grande partie consiste en molécules carbonées. Quand ils les ont découvertes, ils ont cru que ces molécules carbonées n'existaient que dans les organismes vivants et les ont appelées molécules organiques pour les distinguer des molécules inorganiques du monde inanimé.
Une caractéristique du carbone consiste en l’aptitude qu’ont ses atomes à s’enchaîner les uns aux autres, par des liaisons covalentes, d'une façon presque indéfinie, pour former des chaînes carbonées d’une grande diversité qui caractérisent les molécules dites « organiques ». Ces enchaînements carbonés constituent le squelette des composés organiques.
Quelques exemples
- Méthane (éléments constitutifs : carbone C et hydrogène H)

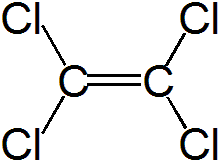
Formule développée plane
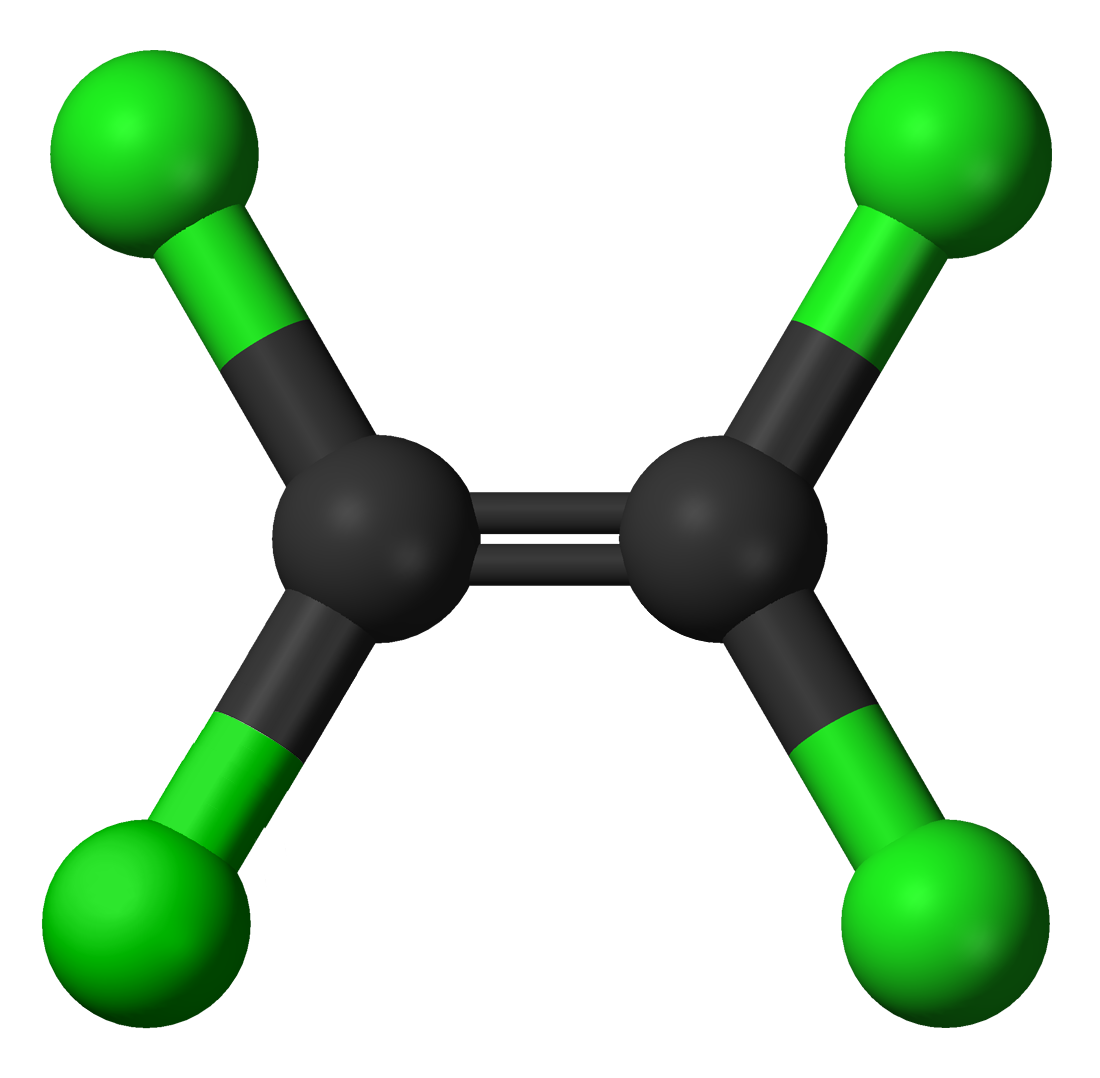
Structure 3D
- Représentation de Cram

- Tétrachloroéthylène (éléments constitutifs : carbone et chlore Cl)

Formule développée plane
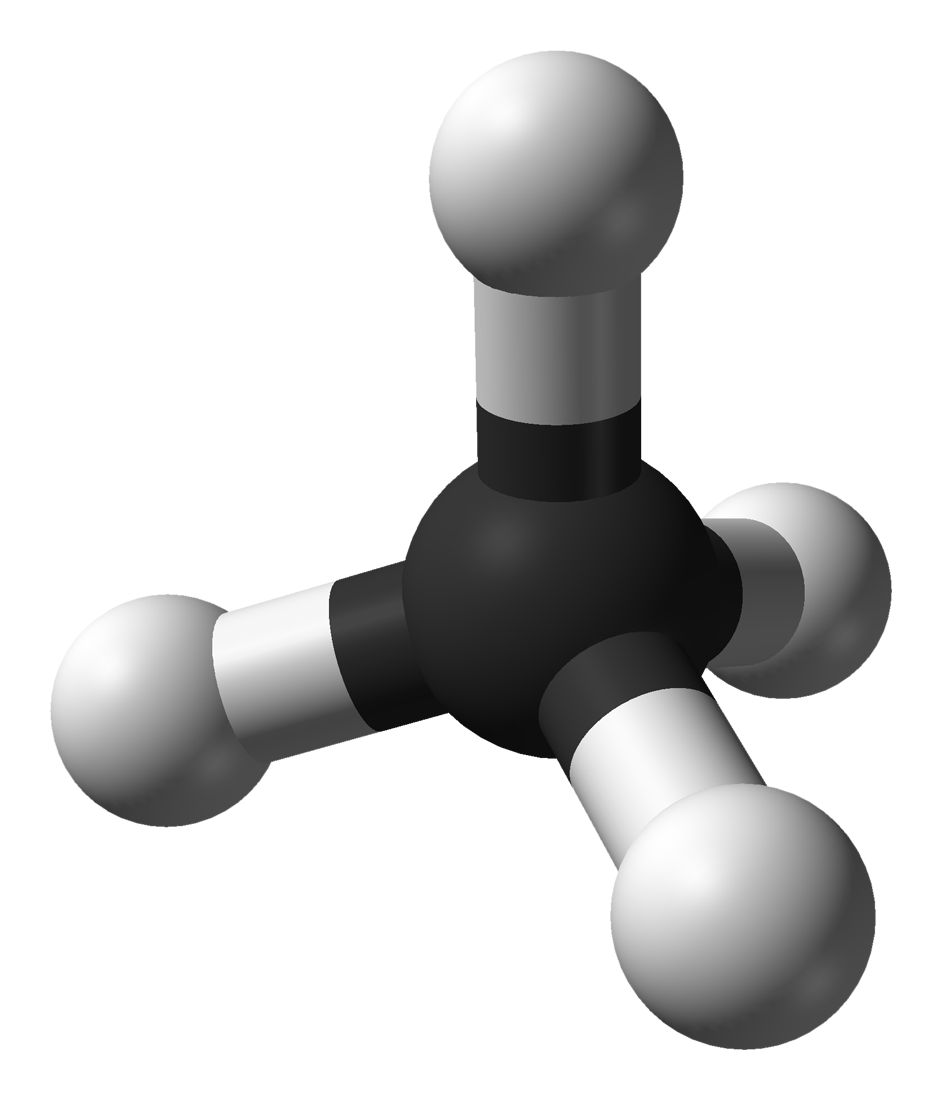
Structure 3D
Représentation de Cram

- Isomères de l'heptane C7H16

1. N-heptane

Formule développée plane
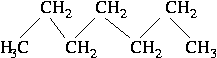
Structure 2D
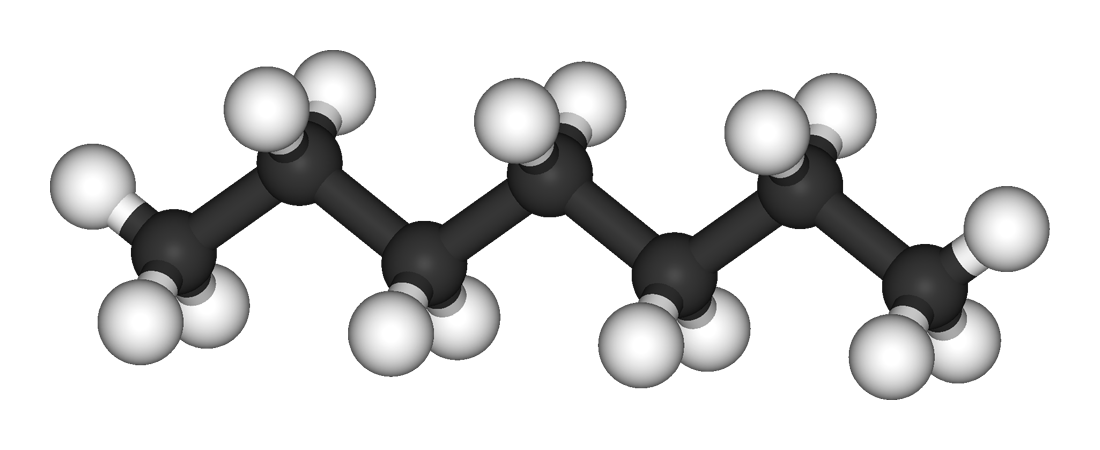
Structure 3D
Formule topologique (squelette carboné)

2. 3-éthylpentane

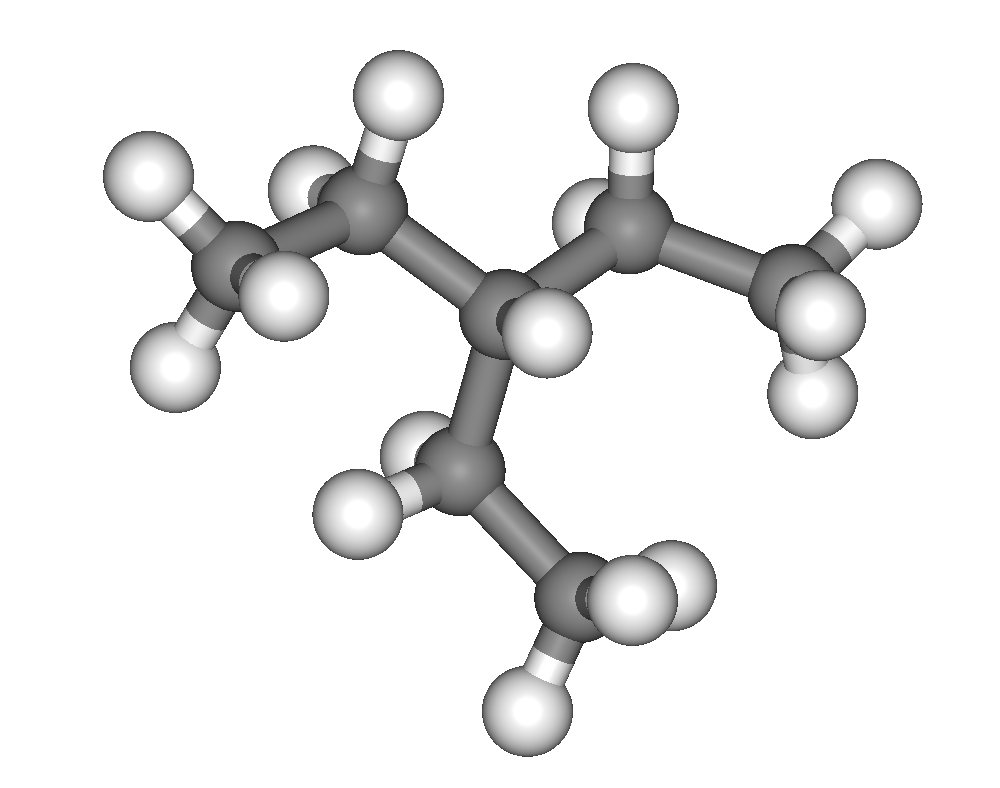
Structure 3D
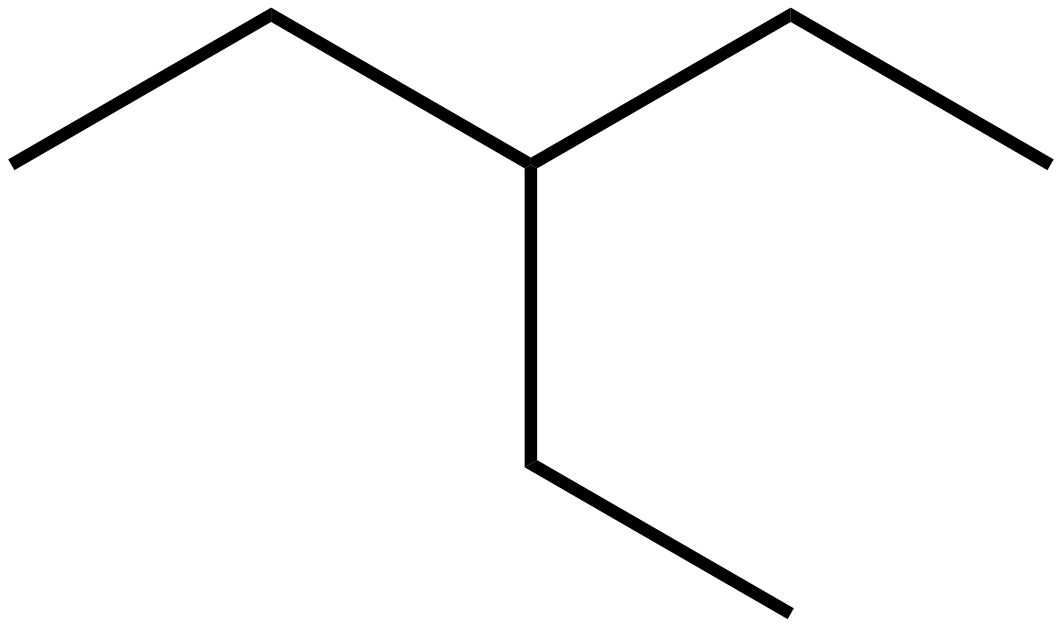
Formule topologique (squelette carboné)

- Benzène

1. Structure

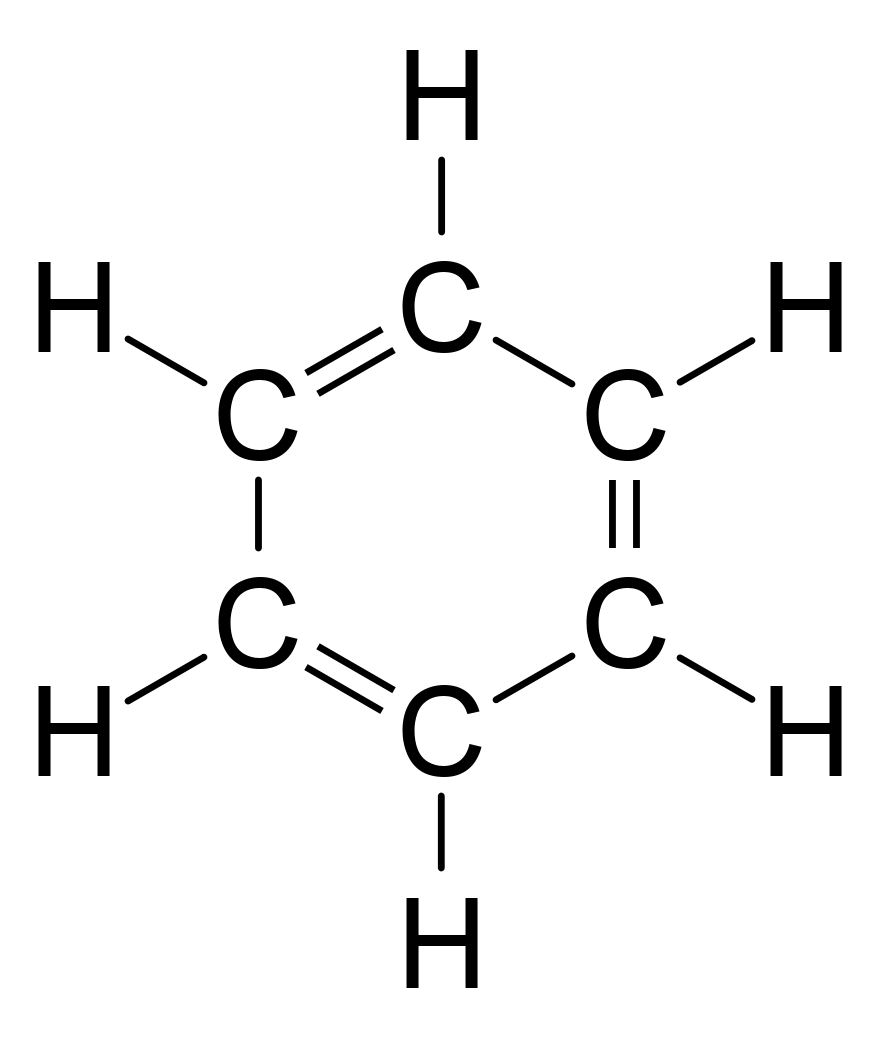
Représentation de Kékulé
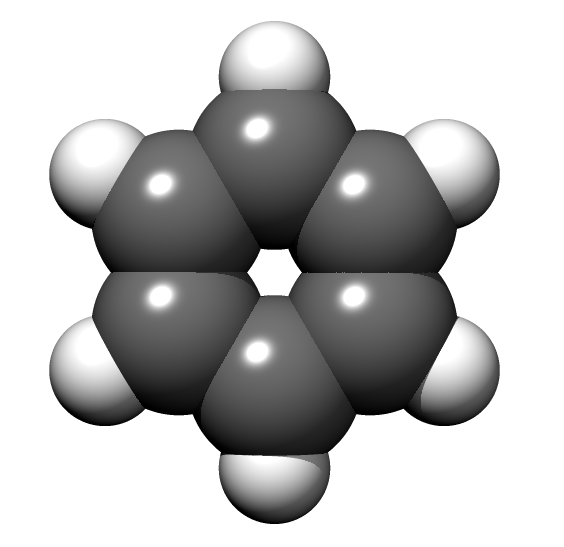
Modèle moléculaire

2. Squelette carboné (noyau benzénique)

Représentation de Kékulé
Représentation avec les six électrons délocalisés

- Phénoplastes (macromolécules constituées des éléments carbone, hydrogène et oxygène O)

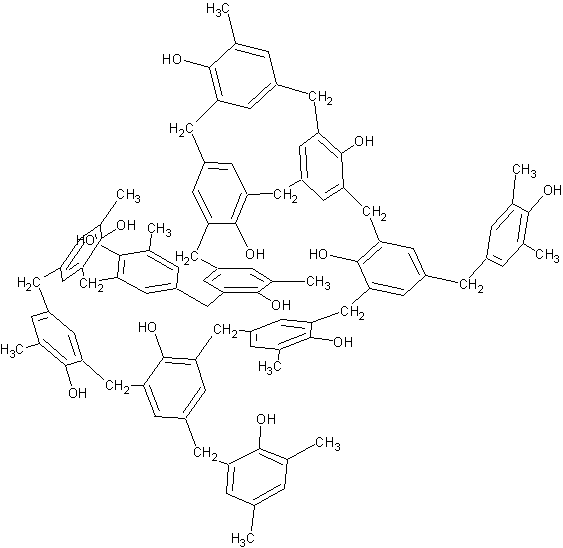
Structure de la Bakélite^{TM}

### Composés inorganiques
Les composés inorganiques sont tous les autres composés.
Ces composés représentaient, à l'origine, les substances que l'on trouve chez les êtres inanimés du « règne minéral ».
Alors que les composés organiques sont formés de liaisons covalentes ou à caractère covalent dominant, les composés « minéraux » sont souvent formés de liaisons ioniques ou à caractère ionique dominant,.
Remarques :
1. Les allotropes du carbone, tels que le diamant et le graphite, structures elles-mêmes basées sur des enchaînements d’atomes de carbone, n’appartiennent pas à la famille des composés organiques. Ce sont en effet des corps simples, constitués du seul élément carbone, et non des composés. Ils sont classés parmi les espèces minérales inorganiques[10] ;
2. Certains composés carbonés peuvent être classés parmi les composés inorganiques. Quelques exemples sont fournis plus bas.

## Les composés organiques
L'existence des composés organiques est fondée sur l'élément carbone.
Il existe une très grande diversité de composés organiques qui peuvent se rencontrer à l'état solide, liquide ou gazeux. De façon générale, les molécules organiques jouent un rôle important dans les réactions chimiques se produisant dans les organismes vivants et sont au cœur de l'industrie humaine via notamment les produits dérivés du pétrole. La branche de la chimie s'intéressant aux molécules organiques est la chimie organique.
Les molécules organiques contiennent le plus souvent au moins un atome de carbone (C) lié à un atome d’hydrogène (H), mais pas toujours. Il existe des composés organiques qui ne contiennent pas de liaison C-H : l'acide oxalique, l'acide trifluoroacétique, l'hexachloroéthane et l'urée en sont des exemples.
Les composés organiques naturels ont une origine biologique.

### Les éléments constitutifs des composés organiques
Outre le carbone, les composés organiques ne contiennent qu’un éventail réduit d’éléments : 
- l’hydrogène (H), l'oxygène (O), l’azote (N) ou plus rarement le soufre (S) ou le phosphore (P), dans le cas des composés organiques naturels[11],[2] ;
- les composés synthétiques peuvent contenir d’autres éléments, comme les halogènes[12],[11],[1].

Une description plus précise de la famille des composés organiques diffère un peu selon les sources. Certaines citent des métaux parmi les éléments constitutifs des composés organiques synthétiques,.

### Des composés carbonés classés parmi les inorganiques
Quelques composés simples du carbone sont classés parmi les composés inorganiques.
Les composés cités sont généralement :
Le monoxyde de carbone (CO) et le dioxyde de carbone (CO2), l'acide carbonique, les carbonates et bicarbonates, les cyanures, les carbures (excepté les hydrocarbures),.
Remarques :
1. Les carbonates, les bicarbonates et les cyanures sont en général des composés ioniques, dont le caractère est inorganique (voir la section « composés inorganiques »).
Ces composés sont des assemblages électriquement neutres de cations et d'anions carbonés classés, en l'occurrence, parmi les entités chimiques carbonées inorganiques :
- anions CO32− pour les carbonates, HCO3− pour les bicarbonates et CN− pour les cyanures ;
2. Il existe quelques carbonates organiques (exemples : carbonate d'éthylène, carbonate de diméthyle) et cyanures organiques (exemples : cyanure de vinyle, cyanure de benzyle), qui sont des composés carbonés synthétiques covalents dans lesquels les groupes CO3 et CN ne sont pas des ions.

### Une définition au caractère exhaustif
Selon une directive européenne du 11 mars 1999, le terme « composé organique » désigne :
Tout composé contenant au moins l'élément carbone et un ou plusieurs des éléments suivants : hydrogène, halogènes, oxygène, soufre, phosphore, silicium ou azote, à l'exception des oxydes de carbone et des carbonates et bicarbonates inorganiques.
La précision « inorganiques » est importante pour exclure les éventuelles formes organiques des composés cités dans les exceptions, comme il a été signalé dans les remarques plus haut.

### Le cas des composés organométalliques
Les composés qui possèdent une liaison covalente métal-carbone entre un ou plusieurs atomes de métal et un ou plusieurs atomes de carbone de groupes « organyles », sont constitutifs d’une chimie appelée organométallique.
Ces composés illustrent le « caractère arbitraire et assez conventionnel dans certains cas » de la distinction entre organique et inorganique :
« Par exemple le développement récent de la chimie des composés organométalliques (composés avec liaison carbone-métal), celui de la chimie bioinorganique (trente éléments sont essentiels pour la vie, dont dix-sept métaux) illustrent le caractère très relatif des frontières séparant chimie minérale, chimie organique, voire biochimie. »
Les composés organométalliques combinent en fait des aspects de la chimie organique et de la chimie inorganique. La chimie organométallique « constitue une sorte de pont entre la chimie organique et la chimie inorganique ».

## Classification
Voici une liste des fonctions de la chimie organique avec, pour chacune d'elles, un exemple avec formule, nom et numéro CAS.
Pour les différentes représentations ci-dessous, voir « représentation des molécules » et « formule topologique ».

## Composés carbonés (hydrocarbones ou carbures d'hydrogène)
- Hydrocarbures aliphatiques saturés
  - Alcanes :  4-méthyloctane (CAS 2216-34-4) 
  - Cycloalcanes :

cyclopentane (CAS)

- Hydrocarbures éthyléniques ou oléfines ou alcènes
  - Mono alcènes :

 3-méthylnon-2-ène (CAS 17003-99-5) 
- - Diènes :
    - Allènes : buta-1,2-diène ou méthyl allène (CAS 590-19-2) 

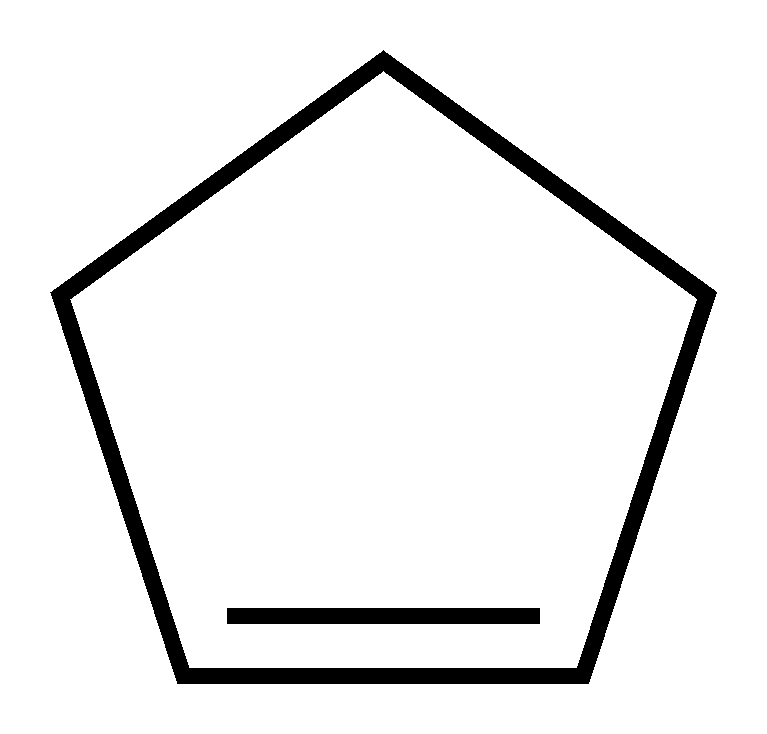
cyclopentène (CAS)

  - Polyènes
  - Cycloalcènes ou cyclènes :

- - Cyclodiènes :

1,3-cyclopentadiène (CAS)

- Hydrocarbures acétyléniques ou alcynes :

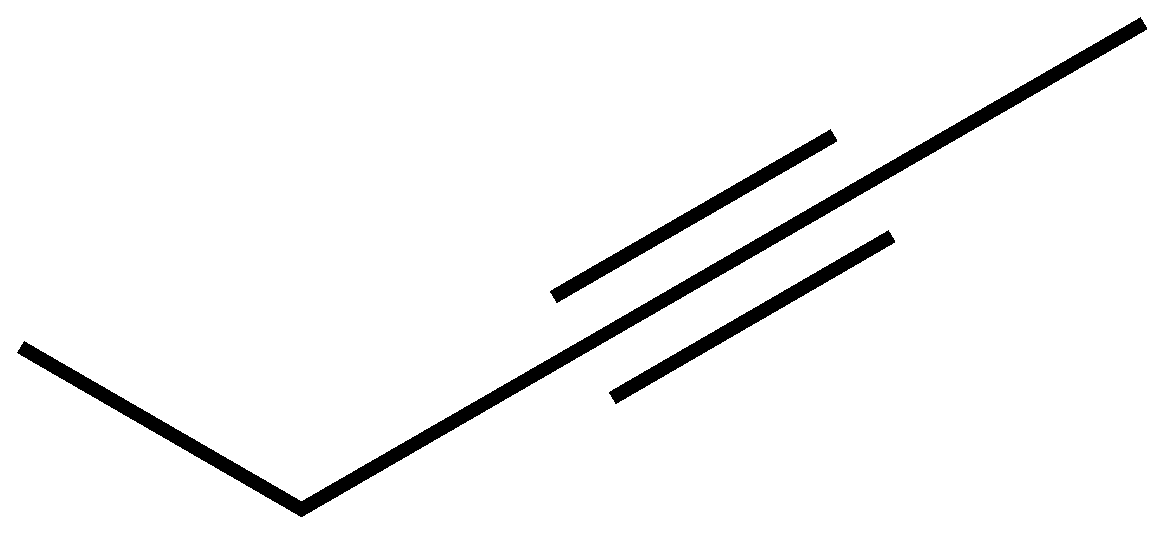
Pent-2-yne (CAS)

benzène (CAS)

toluène (CAS)

- - Cycloalcynes

- Hydrocarbures aromatiques

## Fonctions organiques monovalentes

diéthyl sulfate (CAS)

glycérol ou 1,2,3 propanetriol (CAS)

oxyde d'éthylène ou époxyéthane (CAS)

2-nitrosopropane (CAS)

Dans ce cas, la fonction monovalente est celle où chaque carbone concerné est lié à un seul atome qui ne soit ni le carbone ni l'hydrogène, appelé un hétéroatome.
- Halogénures d'alkyle

 1-bromoheptane (CAS 629-04-9) 
- Halogénures d'allyle

 4-bromobut-1-ène (CAS 106-95-6) 
- Halogénures aromatiques

chlorure de phényle appelé aussi chlorobenzène (CAS 108-90-7) 
- Composés organométalliques

 diméthylzinc (CAS 544-97-8) 
Dérivés monovalents avec oxygène
- Alcools

 n-butanol (CAS 71-36-3) 
- Phénols

 4-méthylphénol ou p-crésol 
- Éther-oxydes

 méthoxyéthane (CAS 540-67-0) 
- Éther-sels des acides minéraux

- Polyalcools

- Époxydes

Dérivés monovalents avec azote
- Composés nitrés

 1-nitropropane (CAS 108-03-2) 
- Composés nitrosés

- Hydroxylamines

 méthyl hydroxylamine (CAS 593-77-1) 
- Amines aliphatiques

 triméthylamine (CAS 75-50-3) éthylamine (CAS 75-04-7) 
- Amines aromatiques

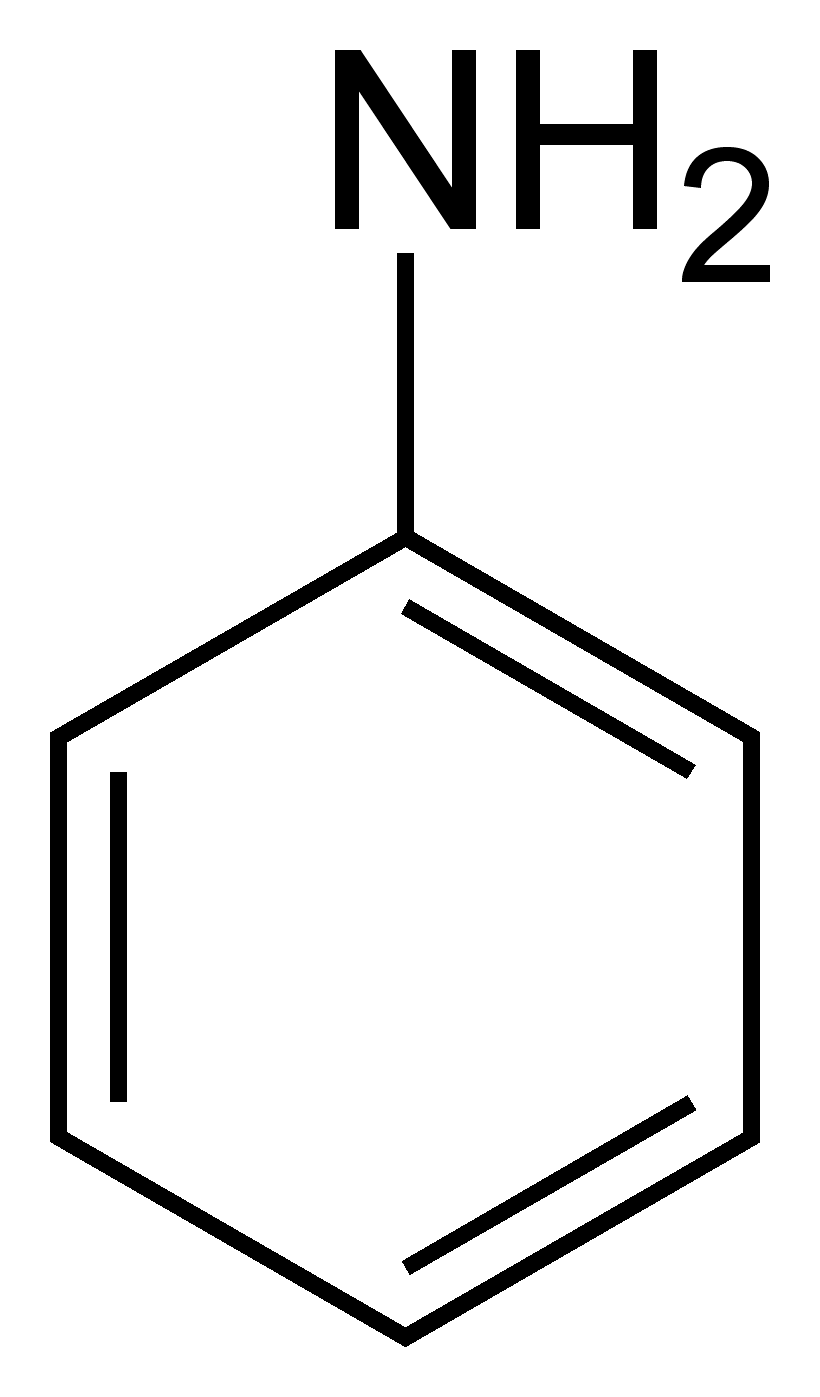
aniline ou amino benzène (CAS)

- Cétals (et les hémi-cétals, les acétals, les hémi-acétals)

 1,1 dimétoxy éthane (CAS 534-15-6) 
- Énamines

(CAS 6163-56-0) 

## Fonctions organiques bivalentes

1,4-benzoquinone

- Cétones

 acétone ou 2-propanone (CAS 67-64-1) 
- Quinones

- Aldéhydes

 pentanal (CAS 110-62-3) 
- Cétènes

méthylcétène (CAS 6004-44-0) 
- Imines

 acetaldimine (CAS 20729-41-3) 
- Oximes

 diméthylcétoxime, isopropylidèneazanol ou 2-propanone, oxime (CAS 127-06-0) 
- Cétones α,β-insaturées

 3 pentène-2-one (CAS 625-33-2) 

## Fonctions organiques trivalentes

gamma-butyrolactone (CAS)

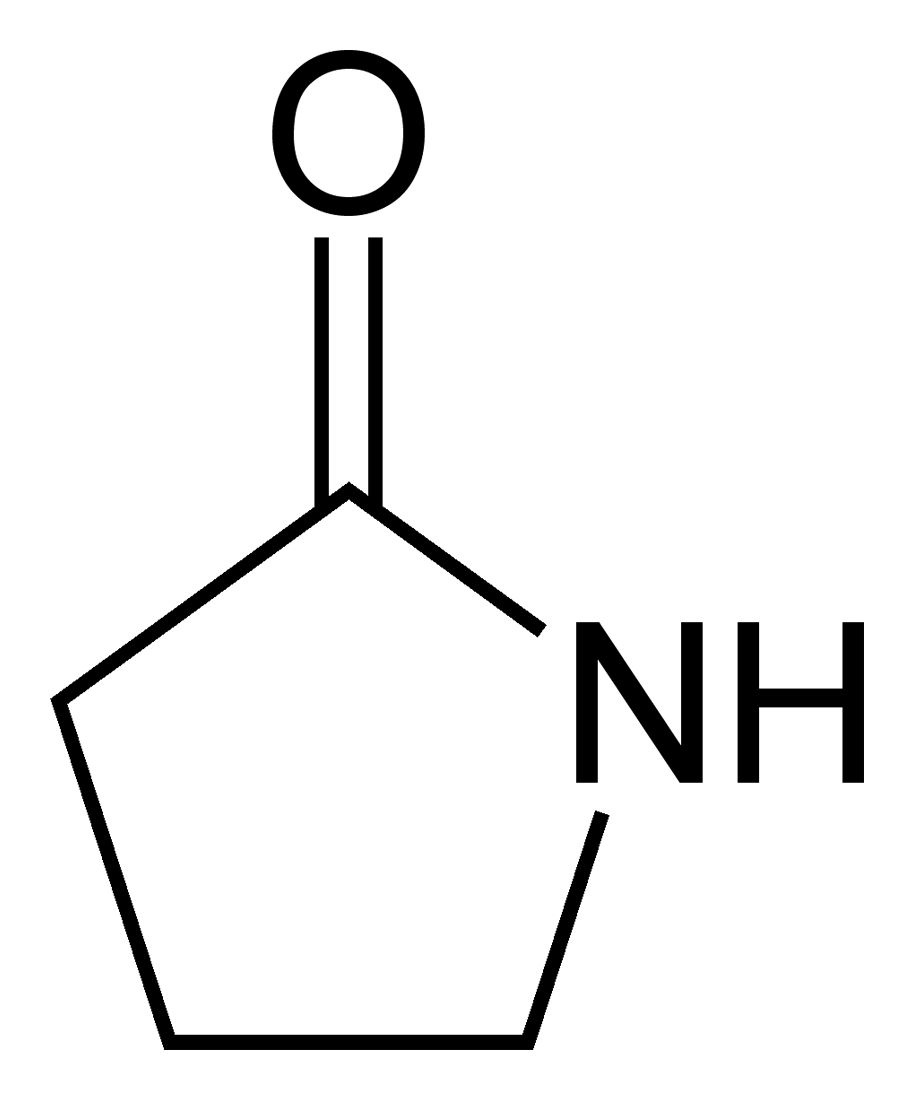
butyrolactame ou 2-pyrrolidone (CAS)

- Acides carboxyliques

 acide acétique 
- Anhydrides d'acide

 anhydride propionique (CAS 123-62-6) 
- Halogénures d'acide

 chlorure d'acétyle (CAS 75-36-5) 
- Esters

 acétate d'éthyle (CAS 141-78-6) 
- Lactones

- Amides

 N-méthyl acétamide (CAS 79-16-3) 
- Lactames

- Nitriles

acétonitrile (CAS 75-05-8) 
- Isonitriles

## Fonctions organiques tétravalentes
- Chloroformiates

 chloroformiate de méthyle (CAS 79-22-1) 
- Énols

 2-butène-2-ol (CAS 21451-76-3) 

## Dérivés insaturés
- Éthers isocyaniques

isocyanate de méthyle (CAS 624-83-9) 
- Alcools allyliques

 alcool allylique ou 2-propène-1-ol (CAS 1576-95-0) 
- Alcools homoallyliques

 3-pentène-1-ol (CAS 1576-95-0) 

## Composés aromatiques

mésitylène ou 1,3,5-triméthylbenzène (CAS)

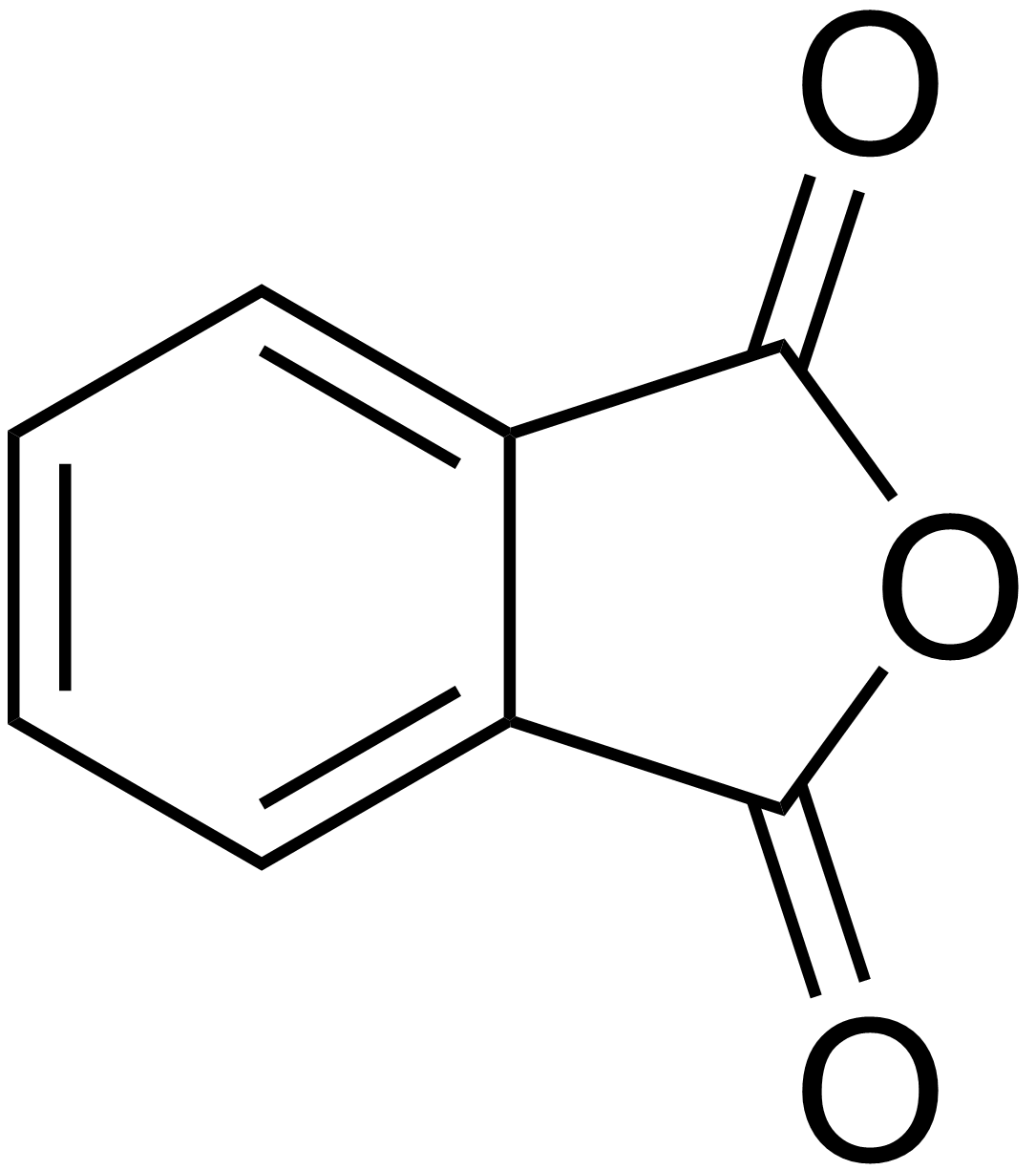
anhydride phtalique (CAS)

furane (CAS)

thiophène (CAS)

pyrrole (CAS)

Les composés aromatiques contiennent un cycle d'atomes de carbone du type de celui du benzène ou similaire. Si le cycle contient un atome autre que du carbone, on parle d'hétérocycle.

toluène (CAS

o-xylène (CAS)

- Benzène et ses dérivés
  - toluène (CAS 108-88-3 
  - o-xylène (CAS 95-47-6) 
  - m-xylène (CAS 108-38-3) 
  - p-xylène (CAS 106-42-3) 

m-xylène (CAS)

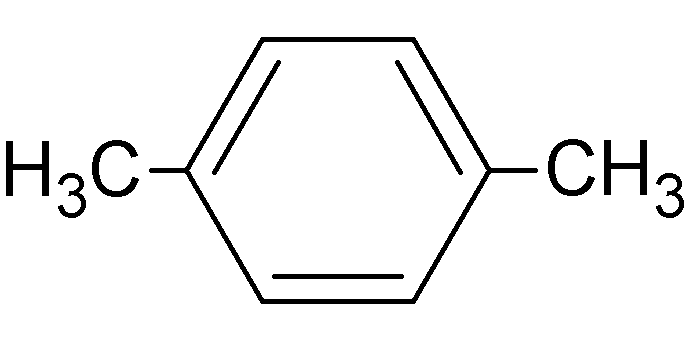
p-xylène (CAS)

  - mésitylène ou 1,3,5-triméthylbenzène (CAS 108-67-8) 

phtalimide (CAS)

  - phtalimide (CAS 85-41-6) 
  -  phtalimide de potassium  
  - anhydride phtalique (CAS 85-44-9)

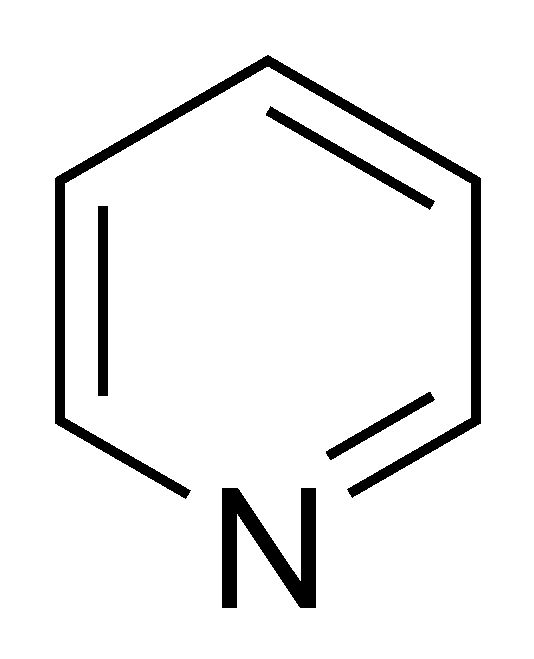
pyridine (CAS)

- Hétérocycles 
  - pyridine (CAS 110-86-1) 
  - furane (CAS 110-00-9) 
  - thiophène (CAS 110-02-1) 
  - pyrrole (CAS 109-97-7)

## Autres composés
On peut également citer les composés issus d'autres branches reliées à la chimie organique :
- les polymères ;
- les composés organométalliques.